# Drvanja (potok)
Drvánja je levi pritok Pesnice pri Spodnjih Verjanah v severnem delu Slovenskih goric. Začenja se v dnu plitve doline pod vasjo Zagajski Vrh in teče ves čas proti jugu po razmeroma široki dolini, ki jo na obeh straneh obdaja nizko gričevje z razmeroma položnimi pobočji. Ker je bilo nekoč dolinsko dno mokrotno in izpostavljeno poplavam, je ostalo bolj ali manj neposeljeno, posamične hiše so odmaknjene na nekoliko višje obrobje doline. Edino večje naselje v dnu doline je Benedikt v Slovenskih goricah.
V potok se iz okoliškega gričevja stekajo številni manjši pritoki, ki imajo poleti in pozimi sicer zelo malo vode; nekoliko večja pritoka sta samo Bačkova in Ročica z desne strani. Zanimivo ime potoka izhaja po mnenju jezikoslovcev iz osebnega imena Drěvanъ. Na starejših avstrijskih zemljevidih se potok imenuje Bach Tervain, Tribeinbach ali Triebein B.
Z obsežnimi melioracijami v dolini Drvanje in njenega pritoka Ročice so leta 1986 iz nekdanjih mokrotnih travnikov naredili njive (115 ha), naravni tok potoka pa spremenili v umetno strugo s pravilnim prečnim profilom in uravnjenim tokom. Pred temi velikimi posegi je potok v spodnjem toku tekel nekaj časa še vzporedno s Pesnico in se  vanjo izlival šele pri Drbetincih. Ob njem je bilo tudi nekaj manjših mlinov.
Zaradi preoblikovane struge, ob kateri je zelo malo obvodnega rastja in tudi njive marsikje segajo prav do potoka, so se življenjski pogoji v njem močno poslabšali, potok pa je izpostavljen onesnaževanju z odpadno vodo iz naselij in s kmetijskih površin. Zlasti poleti je v njem zelo malo vode in v tem obdobju je še posebej močno ogrožen. Tako so npr. 27. julija 2015 v potoku poginile vse ribe, ker je nek domačin zlil gnojnico naravnost v potok.